# Malón (kommunhuvudort)
Malón är en kommunhuvudort i Spanien.   Den ligger i provinsen Provincia de Zaragoza och regionen Aragonien, i den nordöstra delen av landet, 240 km nordost om huvudstaden Madrid. Malón ligger 443 meter över havet och antalet invånare är 422.
Terrängen runt Malón är platt norrut, men söderut är den kuperad. Runt Malón är det ganska glesbefolkat, med 45 invånare per kvadratkilometer. Närmaste större samhälle är Tudela, 13,4 km norr om Malón. Trakten runt Malón består till största delen av jordbruksmark.